# François Warnier
François Warnier (Reims, 6 gennaio 1913 – Reims, 5 dicembre 2005) è stato un militare e aviatore francese,  asso dell'aviazione accreditato di 8 vittorie confermate e due probabili durante il corso della seconda guerra mondiale. Decorato con la Croce di Commendatore della Legion d'onore, e della Croix de guerre 1939-1945 con cinque palme..

## Biografia

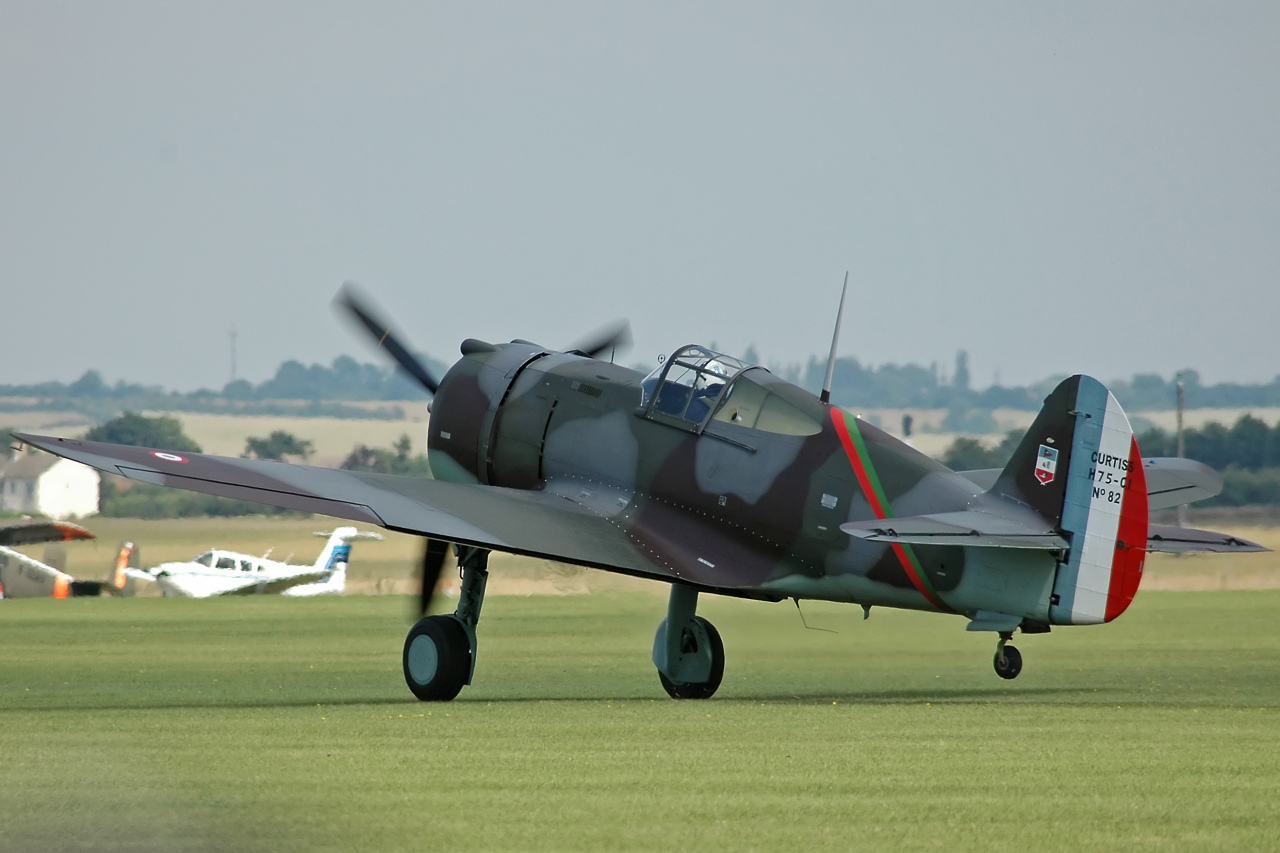
Un caccia Curtiss H-75 dell'Armée de l'air.

Nacque a Reims, dipartimento della Marna, il 6 gennaio 1913.  Dopo aver conseguito il baccalauréat, ottenne il brevetto di pilota turistico a Orly all'inizio del 1934, cosa che gli consentì di essere automaticamente arruolato nell'Armée de l'air il 15 aprile 1934, per il servizio militare presso la Scuola di addestramento superiore per sottufficiali di Istres. Ottenne il brevetto di pilota militare nel luglio del 1934, e fu assegnato alla 2éme Escadrille del GO I/33 a Nancy il 9 agosto successivo, volando sugli aerei da ricognizione Potez 25. Dopo essere stato smobilitato, si arruolò nuovamente quattro mesi dopo, nell'ottobre 1935, per un periodo di un anno, presso il 42éme Escadre Mixte da Chasse di Reims (equipaggiato con i Dewoitine D.500) e poi presso il 6éme Escadre de Chasse di Chartres (equipaggiata con i Nieuport-Delage NiD 62 e 629). Ritornò  alla vita civile nell'ottobre del 1937 con il grado di sergente delle riserva e lavorò nell'industria tessile nei due anni precedenti la mobilitazione generale dell'agosto del 1939. Richiamato in servizio attivo fu assegnato, nel settembre 1939, alla Escadrille SPA 75 del GC I/5 (Groupe de Chasse I/5) di Reims, al comando del tenente di vascello Michel Dorance. Tale reparto, dotato dei caccia Curtiss H-75 Hawk, era schierato nel settore della Marna, sul campo d'aviazione di Suippes.
Esordì in combattimento il 20 settembre, durante una missione di protezione ad un aereo da ricognizione lungo il confine, nel primo pomeriggio, quando una doppia pattuglia incontrò dei Messerschmitt Bf 109E dello I./JG 53, ottenendo una vittoria in collaborazione. Il 19 ottobre si recò a Reims per ritirare il caccia Curtiss H-75A-2 numero 200, che sarebbe diventato il suo aereo personale. Il 6 novembre 1939 fu promosso sottotenente. Nel pomeriggio del 7 aprile 1940, 9 aerei francesi (6 MS 406 del GC III/6 e 3 H-75 del GC I/5 ) incontrarono, a un'altitudine di 6000 metri,  una ventina di Messerschmitt Bf 110 del I./ZG 2 che proteggevano 3 Dornier Do 17 sopra Longuyon. Nel seguente combattimento abbatté un Bf 110. Alle 11:20 del 21 aprile gli fu assegnata una nuova vittoria condivisa, a spese di un Dornier Do 17P, su Stenay, ma l'aereo tedesco rientrò alla base gravemente danneggiato. Nel pomeriggio del 10 maggio conseguì due vittorie, abbattendo, intorno alle 18:15, un bombardiere Do 17 dello Stab III./KG 3, che si schiantò a Fontaine-en-Dormois con due morti e un ferito a bordo, mentre alle 18:30, abbatté un Do 17Z del 9./KG 3, che si schiantò a Ville-sur-Tourbe con due morti a bordo e due sopravvissuti catturati. Il 13 maggio conseguì nuova vittoria in collaborazione contro un Do 17 del  3.(F)/22 vicino a Spincourt, e il giorno 16 altre due in collaborazione contro un aereo da ricognizione Henschel Hs 126 del 1.H/(14), costretto ad atterrare a Vervins, e un bombardiere Do 17 del 2.(F)/22 abbattuto vicino a Fumay. Tra le 14:45 e le 15:00 del 5 giugno conseguì due vittorie in collaborazione a spese di bombardieri Heinkel He 111 del  KG 55 di ritorno da Orléans. 
In seguito all'avanzata tedesca il GC I/5 si ritirò ulteriormente a sud, ed attraversò il Mediterraneo il 20 giugno. Il gruppo si trovava a Saint-Denis-du-Sig, in Algeria, quando fu annunciata la firma dell'armistizio con la Germania.
Nominato Cavaliere della Legion d'onore il 7 luglio 1940, fu smobilitato il 28 agosto 1940, come tutti i piloti di riserva al termine della Campagna. Ricoprì l'incarico di  Ispettore dell'istruzione tecnica per la regione Champagne-Ardenne dal dicembre 1940 al luglio 1946, ed iniziò la carriera di agricoltore nel 1947, proseguendo questa attività fino al 1978, anno del suo pensionamento. Ufficiale della Legion d'onore nel 1952.
Promosso Commendatore dell'Ordine della Legion d'onore il 14 maggio 2005, morì a Reims il 5 dicembre dello stesso anno.  Fu tumulato nel cimitero del piccolo villaggio di Chigny-les-Roses, nella Marna.
Negli anni precedenti la sua morte,  contribuì alla creazione del museo della base aerea 112 e dell'aeronautica locale, dove diversi oggetti a lui appartenuti ne ricordano la memoria. In sua memoria, una rotonda che porta il suo nome (rotonda Comandante François Warnier) è stata inaugurata a Reims, ZAC de la Croix-Blandin, il 25 febbraio 2008.